# Laura Perico
Laura Perico (29. rujna 1989. – Bogota, Kolumbija) kolumbijska je glumica. 

## Filmografija
- Saluda al diablo de mi parte kao Daniela (2011.)
- Rosario Tijeras kao Leticia De Bedut (2010.)
- Klon kao Natalia Ferrer Antonelli (2010.)
- El penultimo beso kao Clara de Luna Izquierdo Preciado (2009.)
- Victoria kao Mariana Mendoza (2007. – 2008.)
- Pura sangre kao Irene Lagos (mlada) (2007.)
- Pocholo kao Sara Larrea (2007.)
- Amores de mercado kao Natalia Álamo (2006.)
- Juegos prohibidos (2005.)
- Padres e hijos (2004.)
- Juego limpio kao Cecilia Patricia "Patico" González (2003. – 2004.)
- Francisco el matemático kao Danae "La Mutante" (1999.)